# Phoroncidia pilula
Phoroncidia pilula är en spindelart som först beskrevs av Karsch 1879.  Phoroncidia pilula ingår i släktet Phoroncidia och familjen klotspindlar. Inga underarter finns listade i Catalogue of Life.